# Différance
Différance es un neologismo o, mejor, un neografismo de carácter filosófico, homófono de la palabra francesa différence (diferencia) propuesto por Jacques Derrida y que refiere al hecho de que algo no se pueda simbolizar porque desborda la representación. 
Derrida se vale del hecho que el verbo différer signifique en francés tanto "posponer" como "diferenciar". 
En su ensayo "Différance", conferencia pronunciada en la Sociedad Francesa de Filosofía el 27 de enero de 1968, Derrida señala que el neologismo evoca varias características de la producción de significado textual. El primero de ellos es el de "diferimiento", pues las palabras y los símbolos nunca pueden resumir plenamente lo que significan y sólo pueden ser definidos mediante nuevas palabras de las que difieren. Así, el significado es siempre "pospuesto", "diferido" en una cadena interminable de signos significadores. Por lo que toca a la noción de "diferenciar", concierne a la fuerza que distingue elementos y, al hacerlo, da lugar a oposiciones binarias y a jerarquías que terminan afectando el significado mismo.
De acuerdo con Roudinesco, Derrida emplea este término por primera vez en 1965, en un texto acerca de Antonin Artaud, “La palabra soplada”, publicado en la revista Tel Quel y posteriormente en su libro La escritura y la diferencia. Derrida articula la noción de différance al discutir acerca de Edmund Husserl en su texto Discurso y fenómeno y la desarrolla en el ensayo "Différance", así como en las entrevistas reunidas en Positions.

## Homofonía
Debido a que en francés différence y différance se pronuncian igual, solamente se les puede distinguir por la escritura (en español, no es posible distinguirlos en el texto y se opta por escribir différance en francés). Entre ambas palabras sólo cambia una "a", pero esta diferencia no puede identificarse al pronunciarlas. De manera premeditada, Derrida pretende mostrar con ello que no hay prevalencia de lo oral sobre lo escrito, ni entre lo sensible y lo inteligible. El neologismo différance (que Derrida no considera como un concepto en estricto sentido, siendo más bien un no-concepto) alude a todos los fenómenos humanos, desde la política y la religión hasta la cultura y lo social (tekhnè, nomos, thesis, sociedad, libertad, historia, mente, etc.) excepto a la physis (es decir a la vida).

## Ejemplos dedifférance
La palabra "casa" deriva su significado más de la manera como difiere de "cobertizo" "mansión", "hotel", "edificio", "tugurio", "casta", "caza", etc., que de la referencia a la imagen de una cierta casa tradicional (la relación entre significante y significado). No sólo importan las diferencias de significado, sino entre las imágenes evocadas por cada una. El diferimiento también ocurre porque las palabras que acompañarán a "casa" en cualquier expresión también modificarán el significado.
Así, el significado completo es siempre pospuesto; nunca es total. Una prueba sencilla de ello consiste en buscar la definición de una palabra en el diccionario, luego buscar las de las palabras que definen a aquella y así sucesivamente. Este procedimiento nunca termina. Un símbolo es definido por su relación con otros símbolos y éstos solamente difieren de aquel por las relaciones distintas que mantienen unos con otros. Residimos en una red de lenguaje o, al menos, de interpretación. Texto, en el argot de Derrida, refiere al contexto e incluye todo acerca de la situación de "vida real" de la pareja acto de habla - texto.

## En la historia de la filosofía
Entre los antecedentes del neologismo, Roudinesco cita a Nietzsche en El nacimiento de la tragedia y a Georges Bataille y su noción de heterogeneidad. Este último, influenciado por el pensamiento de Marcel Mauss distingue dos extremos en el análisis de las sociedades humanas: el polo de lo homogéneo, campo de la sociedad humana y productiva, y el polo heterogéneo, lugar de lo pulsional, lo sagrado, la locura, el crimen, lo desechable, polo que, según Bataille, sería imposible de simbolizar o normalizar. Se trataría, por ello, de una dimensión ontológica "otra".
Roudinesco interpreta la différance derrideana como "parte maldita" que escapa sin cesar a lo mismo y a lo idéntico, "anarquía improvisadora" que es portadora de la negatividad y alteridad. Derrida le responde a Roudinesco que "lo que la différance tiene de universalizable frente a las diferencias es que permite pensar el proceso de diferenciación más allá de toda especie de límites: y se trate de límites culturales, nacionales, lingüísticos e incluso humanos. Hay différance no bien hay una huella viviente, una relación vida/muerte, presencia/ausencia". Afirma que la différance no es ni una distinción, ni una esencia, ni una oposición, sino más bien un "movimiento de espaciamiento, un 'devenir espacio' del tiempo, un 'devenir tiempo' del espacio, una referencia a la alteridad".
Derrida prolonga la tradición que va del inconsciente freudiano (el rastro o marca), a la noción de destrucción de la ontoteología en Heidegger, el juego de fuerzas en Nietzsche y la noción de sacrificio en Bataille, en contraste con la Aufheben hegeliana.